# Zach Helm
Pour les articles homonymes, voir Helm (homonymie).
Zach Helm est un réalisateur et scénariste américain, né le 21 janvier 1975 à Santa Clara en Californie.

## Filmographie
- 2003 : Other People's Business (téléfilm), scénariste
- 2006 : L’Incroyable Destin de Harold Crick (Stranger Than Fiction), scénariste
- 2007 : Le Merveilleux Magasin de M. Magorium, réalisateur et scénariste
- 2017 : Jumanji: Bienvenue dans la jungle (Jumanji: Welcome to the Jungle) de Jake Kasdan, scénariste